# Gunnera hamiltonii
Gunnera hamiltonii är en gunneraväxtart som beskrevs av Thomas Kirk.
Gunnera hamiltonii ingår i släktet gunneror och familjen gunneraväxter. Inga underarter finns listade i Catalogue of Life.